# Oligosoma toka
Oligosoma toka — вид сцинкоподібних ящірок родини сцинкових (Scincidae). Ендемік Нової Зеландії.

## Поширення і екологія
Ophiomorus toka мешкають в долині річки Невіс в Центральному Отаго на Південному острові. Вони живуть на гірських луках, поблизу осипів і скель, на висоті до 1020 м над рівнем моря.

## Збереження
МСОП класифікує цей вид як такий, що перебуває під загрозою зникнення. Oligosoma toka загрожує знищення природного середовища і хижацтво з боку інтродукованих тварин.